# Чхань Соу
Чхань — это кантонское произношение китайской фамилии Чэнь.
Чхань Соу (иер. 陈苏, ютпх. Can4 Sou1, кит.-рус. Чэнь Су) — южнокитайский футболист, игравший на позиции защитника. Выступал за клуб «Саут Чайна» и национальную сборную Китайской Республики. Двукратный победитель футбольного турнира Дальневосточных игр.

## Карьера
Чхань Соу окончил колледж Святого Павла в Гонконге. После учёбы он был приглашён в местный клуб «Саут Чайна», в котором стал играть на позиции левого защитника. В 1919 году его команда получила право представлять сборную Китайской Республики на Дальневосточных играх. На турнире Со сыграл только один матч, дебютировав 13 мая против сборной Филиппин. Встреча завершилась поражением его команды со счётом 2:1, однако в третьем решающем матче китайцы одержали победу над филиппинцами и стали победителями соревнований. 
В августе 1923 года Чхань отправился со сборной в турне по Австралии, которое продлилось три месяца. В 1925 году он вновь был участником и победителем Дальневосточных игр. В последний раз в составе сборной Со сыграл 22 мая 1925 года против сборной Филиппин.

## Статистика за сборную
| Китайская Республика | Китайская Республика | Китайская Республика |
| Год                  | Матчи                | Голы                 |
| -------------------- | -------------------- | -------------------- |
| 1919                 | 1                    | 0                    |
| 1925                 | 2                    | 0                    |
| Итого                | 3                    | 0                    |

## Достижения
- Чемпион Гонконга (1): 1923/24
- Победитель Дальневосточных игр (2): 1919, 1925